# Epibryon eremita
Epibryon eremita är en svampart som beskrevs av Döbbeler 1999. Epibryon eremita ingår i släktet Epibryon och familjen Pseudoperisporiaceae.   Inga underarter finns listade i Catalogue of Life.